# 柴嵮羅奔王之亂
柴嵮羅奔王之亂，阮朝稱之為乙未順匪，是越南阮朝初期發生的一場占族和高地族反對阮朝的起事。
1832年（明命十三年），阮朝將原先占族人自治的順城府改為寧順府，派黎元忠擔任平順協鎮，前去施行改土歸流。越南官員強制推行越南化政策；為了同化占族人，他們不尊重占族人的習俗，向占族穆斯林送去蜥蜴肉和豬肉，向占族印度教徒送去牛肉。這引起占族人的普遍不滿。從吉蘭丹學成歸來的卡蒂·蘇馬，率領占族穆斯林向越南人發起聖戰。
卡蒂·蘇馬的起事在1834年被鎮壓，但在同年爆發了更大規模的起事。起事者是柴嵮（Thầy Điền，又作嵮師、丁播、芻固，占語名：Ja Thak Wa）他推舉原副王阮文元的妹夫羅奔王（La Bôn Vương，占語名：Po War Palei）為領袖，以鋪針山（Phố Châm Sơn，占語：Chek Bicham）為根據地，反對阮朝統治，要求實行自治。高地族領袖Tuen Phaow亦舉兵響應。富安、慶和、平順三省以西的山區都被起事者佔據。西原地區的拉格萊族、格賀族、斯丁族等紛紛響應。
阮朝稱他們為「蠻匪」，派遣平順提督裴公諠、贊襄黎德漸進行鎮壓。官軍對占族及高地民進行屠殺，並實行焦土政策，毀掉占族人村莊和農田，破壞阮文豪（Po Klaong Haluw）、阮文振（Po Saong Nyung Ceng）的陵墓以及波羅美（Po Rome）的廟。
1835年，柴嵮和羅奔王在潘郎被殺，起事被鎮壓。阮朝朝廷以暗通藩安城的黎文𠐤為藉口，將原占族國王阮文承、副王阮文元逮捕，送到順化誅殺。又下令將占族人強行遷居到沿海一帶與越南人混居，以改變當地的人口結構，防止起事再次發生。